# Lenguas aborígenes de Australia

Personas que hablan una lengua aborigen, como porcentaje de la población por región geográfica, de acuerdo con el censo de 2011.

Las lenguas aborígenes australianas son un conjunto heterogéneo de familias de lenguas y lenguas aisladas nativas de Australia e islas adyacentes, aunque excluyendo inicialmente Tasmania. Las relaciones de parentesco entre estas lenguas no están completamente claras, aunque se han hecho progresos substanciales en las décadas recientes.
La principal familia de lenguas australianas, es la familia pama-ñungana y cubre casi todo el continente australiano, la mayoría de los lingüistas (con R.M.W. Dixon como notable excepción) aceptan el pana-ñung como unidad filogenética. Por comodidad se ha agrupado a las demás lenguas, habladas casi todas en el extremo norte, como no pama-ñunganas.
El número de hablantes de lenguas de estas familias es muy limitado en la actualidad, rondando los 50 000 usuarios.

## Aspectos históricos, sociales y culturales
Según el censo australiano de 2021 solo un poco más de una docena de lenguas aborígenes superaban los mil hablantes, dos criollos basados parcialmente en lenguas austrlianas el yumplatok (criollo del estrecho de Torres) y el kriol superaban los 7000 hablantes, en número de hablantes estas lenguas criollas van seguidas de lenguas aborígenes como el djambarrpuyŋu, el pitjantjatjara y el warlpiri (todas ellas con entre 2500 y 4000 hablantes).

### Australia
Se estima que a la llegada de los primeros exploradores europeos en el siglo XVII se habrían hablado entre 250 y 400 lenguas aborígenes en Australia. El número varía porque la lengua hablada por algunos de los grupos podrían haber sido dialectos de la misma lengua, aunque con la poca documentación existente de muchas de ellas no es posible determinar el número de lenguas. Se tienen documentadas unos 330 variantes lingüísticas, algunas de ellas documentadas con sólo breves lista de vocabulario, por lo que el número exacto de lenguas dentro de este grupo tampoco se conoce con precisión.
Las evidencias genéticas y arqueológicas sugieren que ya había presencia humana en Australia hace unos 65 mil años. Se estima que estos primeros pobladores son los ancestros de las modernas poblaciones aborígenes, entre las que dominan los haplogrupos (ADN-Y) C1b2b, K2b1 y MS. Las poblaciones más cercanas genéticamente a los aborígenes de Australia y Tasmania, son los neoguineanos (entre los que predomina el haplogrupo MS), aunque lingüísticamente las modernas lenguas aborígenes y las lenguas papúes no reflejan un parentesco cercano (el horizonte temporal es demasiado amplio para que filogenéticamente sea fácilmente detectable cualquier parentesco que pudiera haber entre ambos grupos de lenguas).

### Tasmania
Los aborígenes tasmanios fueron exterminados muy pronto en la colonización de Australia y sus lenguas se extinguieron antes de que pudieran ser documentadas en detalle. Históricamente los habitantes de Tasmania estuvieron aislados del continente desde finales de la edad de hielo y aparentemente siguieron sin contactos exteriores durante más de 10 000 años. Su lengua es inclasificable con los limitados datos disponibles, aunque parece que hubo similitudes con las lenguas del continente.

## Características comunes
Las lenguas australianas forman un área lingüística que comparte gran parte del vocabulario y una fonología poco común: sólo tres vocales (a, i, u), no hay distinción entre sonoras y sordas, no hay fricativas, sin embargo hay varios tipos de r y plosivas, nasales y laterales con varios puntos de articulación — labial p, m, dental th, nh, lh, alveolar t, n, l, retrofleja rt, rn, rl, palatal ty, ny, ly, velar k, ng. Dixon cree que tras quizás unos 40 000 años de influencias mutuas, ya no es posible distinguir relaciones genealógicas profundas de las características lingüísticas en Australia y que ni siquiera la familia pama-ñungana es válida. 
Otros rasgos lingüísticos comunes son:
- Las palabras cuentan, casi siempre, con más de una sílaba.
- Los nombres distinguen tres números (singular, plural y dual). A menudo el plural se forma mediante reduplicación.
- No existen nombres para los numerales más allá del 3.[1] Aunque en contrapartida además del singular y el plural, en muchas lenguas existe dual y trial. Para numerales superiores a tres se usan combinaciones tipo 2+2 o 2+2+1, etc.
- Son idiomas con casos gramaticales y un número reducido de fonemas. Los registros lingüísticos adoptan variedades extremas.
- Es habitual la existencia de sistemas de categorías semánticas mediante prefijos para los sustantivos. Así por ejemplo, la lengua enindhilyagwa (de la familia no pama-ñungana) cuenta con cinco géneros: masculino, masculino no humano, femenino (humano e inhumano), inhumano "brillante" (prefijo a-) e inhumano "no brillante" (prefijo mwa-). En la lengua dyirbal, todo nombre ha de ir precedido de una de las cuatro palabras categoriales existentes en ella: bayi (que incluye principalmente a hombres y animales), balan (para mujeres, agua, fuego y lucha), balam (para la mayoría de la carne no comestible) y baya para todo lo demás.
- La mayor parte de ellas muestra características polisintéticas.

### Ortografía
Probablemente casi todas las lenguas australianas con hablantes permanecen sin una ortografía específica desarrollada para ellas, empleándose para su transcripción el alfabeto latino. Los sonidos no presentes en la lengua inglesa son representados usando dígrafos, o más raramente por diacríticos. Entre los dígrafos se encuentran < rt, rn, rl > para las retroflejas o (apico)postalveolares, < lh, rh, tn, nh > para las (lamino)dentales, < ly, ry, ty, ny > para las (lamino)palatales. Algunos ejemplos pueden verse en la siguiente tabla:
| Lenguaje       | Ejemplo | Traducción            | Tipo                                            |
| -------------- | ------- | --------------------- | ----------------------------------------------- |
| Pitjantjatjara | pana    | 'tierra, suelo; país' | el diacrítico (subrayado) indica 'n' retrofleja |
| Wajarri        | nhanha  | 'este (artículo)'     | el dígrafo indica 'n' con articulación dental   |
| Gupapuyŋu      | yolŋu   | 'persona, hombre'     | 'ŋ' (del IPA) para velar nasal                  |

### Fonología
Las lenguas australianas tienden a tener un sistema vocálico de sólo tres timbres vocálicos /a, i, u/. El fonema /u/ es una vocal cerrada y posterior, en la mayoría de lenguas se realiza como un sonido redondeado [u] aunque en otras lenguas aparece como sonido no-redondeado [ɯ]. Algunas lenguas además presentan oposición entre vocales breves y largas. 
Además las distinciones de sonoridad en las consonantes no son frecuentes, dependiendo de si una oclusiva se articula como sonora o sorda de la posición dentro de la palabra. La estructura silábica en general es simple y suele evitar la ocurrencia de grupos consonánticos complicados. Un inventario consonántico típico de una lengua australiana suele incluir los siguientes fonemas:
|           |           | Labial    | dental     | alveolar  | retrofleja | Palatal    | Velar     |
| --------- | --------- | --------- | ---------- | --------- | ---------- | ---------- | --------- |
| Oclusivas | Oclusivas | / p~b / p | / t̪~d̪ / th | / t~d / t | / ʈ~ɖ / rt | / c~ɟ / ty | / k~g / k |
| Nasales   | Nasales   | / m / m   | / n̪ / nh   | / n / n   | / ɳ / rn   | / ɲ / ny   | / ŋ / ng  |
| Líquidas  | róticas   |           |            | / r / rr  | / ɻ / r    |            |           |
| Líquidas  | laterales |           | / l̪ / lh   | / l / l   | / ɭ / rl   | / ʎ / ly   |           |
| Semivocal | Semivocal | / w / w   |            |           |            | / j / y    |           |
El sistema anterior destaca por la ausencia total de fricativas, la existencia de una consonante nasal por cada oclusiva (teniendo idéntico punto de articulación). La estructura silábica típica es CV(C).

### Gramática
Con frecuencia las lenguas australianas presentan alineamientos morfosintácticos de tipo ergativo o uno mixto con ergatividad escindida. Otros rasgos casi universales en las lenguas australianas es la existencia de al menos tres números (singular, dual, plural) en los pronombres personales, la existencia de caso morfológico en los nombres y la existencia de una única categoría flexiva en el verbo que fusiona tiempo gramatical, modo gramatical y aspecto gramatical.

## Clasificación
| Nyulnyulana Worrorrana Bunubana Jarrakana Mirndi (2 regiones) Daly (4 familias) Wagiman Yangmánica | Tiwi (insular) Región de Darwin Iwaidjana Giimbiyu Arnhem, incl. Gunwinyguana Garawa y Tángkica Pama-Ñung (3 regiones) |

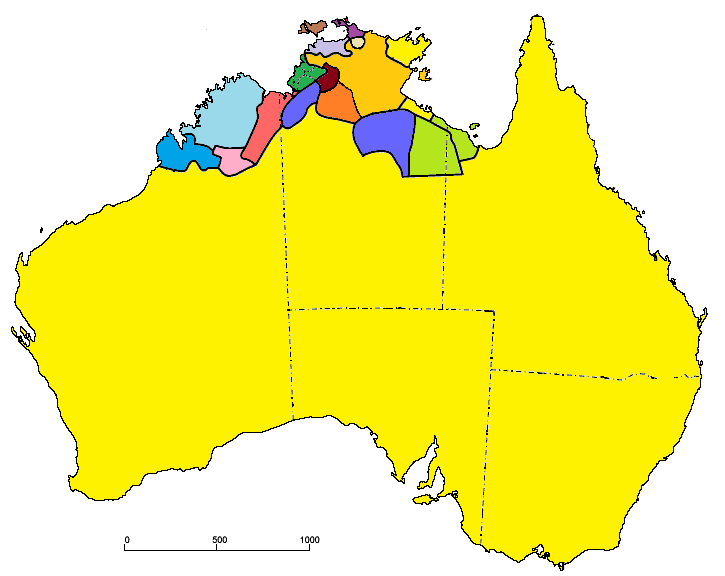
Familias lingüísticas australianas. De oeste a este:

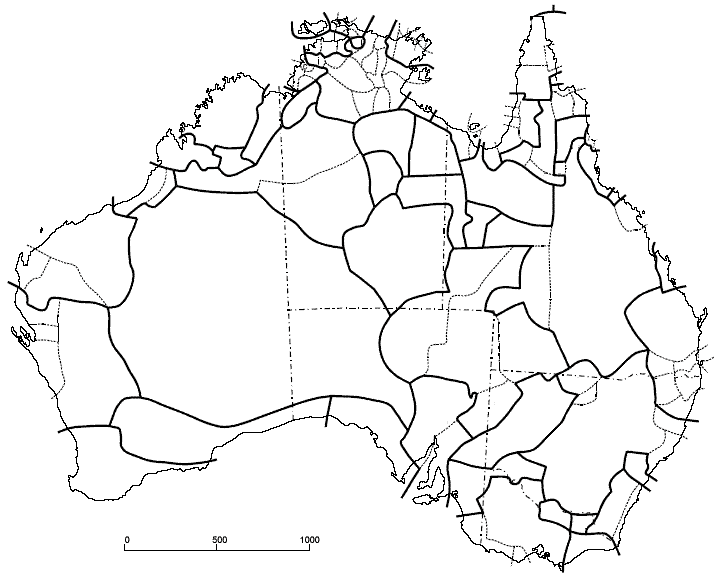
División en familias y áreas lingüísticas de acuerdo con la conservadora clasificación de Dixon (2002).

Tradicionalmente, las lenguas australianas se han dividido en una docena de familias aproximadamente. Incluso los que aceptan que todas las lenguas de Australia están emparentadas, consideran que el tiví de las islas Melville y Bathurst (Territorio del Norte, Australia) es una probable excepción.
Lo que sigue es un intento de clasificación de relaciones genealógicas entre las familias australianas, siguiendo el trabajo de Nick Evans y colaboradores en la universidad de Melbourne. Aunque no todos los subgrupos son mencionados, se incluye suficiente detalle para que el lector pueda completar la lista con cualquier obra de referencia como Ethnologue. Se da el número aproximado de lenguas, pero solo como referencia, puesto que diferentes fuentes cuentan las lenguas de forma distinta.
Nota: para hacer enlaces y referencias a estas lenguas, hay que tener en cuenta que muchos nombres tienen varias formas de escritura: rr~r, b~p, d~t, g~k, dj~j~tj~c, j~y, y~i, w~u, u~oo, e~a, etc.

### Lenguas macro-pama-ñunganas
La mayor parte de lenguas aborígenes australianas pertenecerían a una única familia lingüística denominada, familia pama-ñung, además otros grupos considerados a veces como independientes podrían tener una relación distante con la familia pama-ñung. Así, las denominadas lenguas macro-pama-ñunganas son una propuesta reciente que agrupa las lenguas pama-ñung con otros dos grupos putativos. Este macrogrupo estaría formado por:
- Pama-ñunganas (propiamente) (aproximadamente 270 lenguas, en más de 14 subfamilias).

- Macro-gunwiñwanas (19)

- Tángkica (5)
- Garawa (karawa) (3)

### Lenguas no pama-ñunganas
Para cada familia se da una cifra aproximada del número de lenguas en cada familia, el número difiere ya que diferentes autores difieren en si ciertas lenguas son dialectos de la misma lengua o lenguas diferentes.
- Lenguas presuntamente aisladas:
  - Tiwi (tiví) (unos 1.275 hablantes en las islas Bathurst y Melville)
  - Giimbiyu (extinto)
  - Wagiman (moribundo)
  - Wardman-Dagoman-Yagman (moribundo)

- Familias propuestas:
  - Bunabana (2)
  - Daly (cuatro a cinco familias, con entre 11 y 19 lenguas)
  - Iwaidjana (3–7)
  - Jarrakana (3–5)
  - Ñulñulana (nyulnyulana) (8)
  - Wororana (7–12)

- Familias reclasificadas:
  - Djeragana (3-5 lenguas en 2 subfamilias)

- Familias propuestas recientemente:
  - Mirndi (5–7)
  - Región de Darwin (4)
  - Arnhem (macrofamilia) que incluye a la familia gunwinyguana (22)
  - Marrgu-Wurrugu (2, extintas)
  - Lenguas de Tasmania
    - Tasmana occidental y Tasmana septentrional (extintas)
    - Tasmana noroccidental (extinta)
    - Tasmana oriental (extinta)